# 温位
温位（おんい、英語: potential temperature）とは、気圧{\displaystyle P}、温度{\displaystyle T}の空気塊を圧力{\displaystyle P_{0}=1000} hPaに断熱変化させたときの温度のことである。
温位を{\displaystyle \theta }とすると、
{\displaystyle \theta =T\left({\frac {P_{0}}{P}}\right)^{\frac {R_{d}}{C_{p}}}} （{\displaystyle R_{d}}は気体定数、{\displaystyle C_{p}}は定圧比熱）
として表される。
温位の概念はあらゆる成層流体に適用され、特に大気科学と海洋学で頻繁に使用される。

## 大気の静的安定度
温位の高度方向（{\displaystyle z}方向）の変化は大気の安定度を考察する上で有用である。

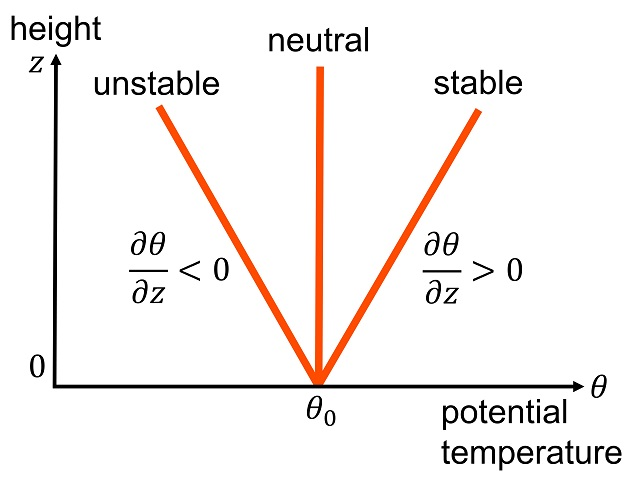
温位と大気の静的安定性

気温変化が乾燥断熱減率に基づく状況を考える。このとき、温位{\displaystyle \theta }は一定であり、「大気は中立である」という。温位について、
{\displaystyle {\frac {\partial \theta }{\partial z}}=0}
が成立する。
もし、高度が上昇するときに温位{\displaystyle \theta }が増加する場合、大気は安定であり、温位について
{\displaystyle {\frac {\partial \theta }{\partial z}}>0}
が成立する。一方、高度上昇時に温位{\displaystyle \theta }が減少するときは、大気は不安定であり、
{\displaystyle {\frac {\partial \theta }{\partial z}}<0}
となる。